# Aphidius lupini
Aphidius lupini är en stekelart som beskrevs av Liu 1977. Aphidius lupini ingår i släktet Aphidius och familjen bracksteklar. Inga underarter finns listade i Catalogue of Life.